# Procladius squamifer
Procladius squamifer är en tvåvingeart som beskrevs av Freeman 1961. Procladius squamifer ingår i släktet Procladius och familjen fjädermyggor. Inga underarter finns listade i Catalogue of Life.